# 水写
『水写』（すいしゃ）は、2004年3月3日に発売された日本のロックバンドACIDMANの6枚目のシングル。

## 概要
- 2回目となるトリプルA面シングル
- CD-EXTRA仕様で「彩-SAI-」のPVの一部やCinema vol.2のライブ映像の様子、ライブレポートなどを収録

## 収録曲
1. 水写 (6:16)
3rdアルバム『equal』に収録。また、『OUR LAST DAY-CASSHERN OFFICIAL ALBUM-』にも収録されている。
2. 彩-SAI- (inst ver.) (3:31)
インスト。「inst ver.」となっているが、発売時点ではボーカル入りのバージョンは存在していなかった。この後西郡勲監督のPVに触発され、「彩-SAI-(後編)」（『equal』に収録）が作成されることとなった。
3. 風、冴ゆる (4:21)
「かぜ、さゆる」と読む。アルバム未収録曲ながらファンからの人気が高く、20周年記念のオールタイム・ベストの投票で3位に選ばれ、『ACIDMAN 20th Anniversary Fans' Best Selection Album "Your Song"』に初収録された。

作詞：オオキノブオ、作曲：ACIDMAN

## 楽曲の収録アルバム
- equal (#1,2、#2は前編と後編)
- ACIDMAN THE BEST (#1)
- ACIDMAN 20th Anniversary Fans' Best Selection Album "Your Song" (#3)